# Oncidium echinops
Oncidium echinops är en orkidéart som beskrevs av Willibald Königer. Oncidium echinops ingår i släktet Oncidium och familjen orkidéer. Inga underarter finns listade i Catalogue of Life.